# Eogena bombycina
Eogena bombycina là một loài bướm đêm trong họ Noctuidae.